# Kálmán Vargha
Kálmán Imre Károly Vargha, ursprungligen Szönyi, född 24 juni 1913 i Ungern, död 17 juli 1955 i Stockholm, var en ungersk målare, grafiker och skulptör.
Vargha studerade konst vid konstakademien i Budapest och kom 1950 som flykting till Sverige. Han fick anställning som metallarbetare i Jönköping men fortsatte att producera konst på sin fritid. Efter några år flyttade han till Stockholm där han kom i kontakt med den unga konkretismen som han utvecklade till ett eget subjektivt-romantiskt abstrakt måleri. I Sverige ställde han ut separat i Norrköping 1953 där han förutom måleri visade monotypier och abstrakta skulpturer. En minnesutställning med hans konst visades på Galleri S:t Nikolaus i Stockholm 1957. 